# Yom Yom
Pour plus de détails, voir Fiche technique et Distribution.
Yom Yom est un film israélien réalisé par Amos Gitaï, sorti en 1998.

## Synopsis
La vie compliquée de Moshe à Haïfa. C'est le deuxième volet d'une trilogie sur les villes israéliennes.

## Fiche technique
- Titre : Yom Yom
- Réalisation : Amos Gitaï
- Scénario : Amos Gitaï et Jacky Cukier
- Pays d'origine : Israël
- Format : Couleurs - 1,85:1 - Dolby - 35 mm
- Genre : Drame
- Durée : 102 minutes
- Date de sortie : 1998

## Distribution
- Moshe Ivgy : Moshe
- Hanna Meron : Hanna
- Juliano Mer : Jules
- Dalit Kahan : Didi
- Yussuf Abu-Warda : Yussuf
- Nataly Attiya : Grisha
- Anne Petit-Lagrange : docteur
- Samuel Calderon : Shmul
- Gassan Abbas : Nadim
- Keren Mor : Mimi
- Irit Gidron : Bank Teller
- David Cohen : David
- Aharon Milard : homme au marché
- Yehuda Tzanaani : Cantor
- Shukri Amara : Notary